# Parasmittina exiguiuncinata
Parasmittina exiguiuncinata är en mossdjursart som beskrevs av Tilbrook 2006. Parasmittina exiguiuncinata ingår i släktet Parasmittina och familjen Smittinidae. Inga underarter finns listade i Catalogue of Life.